# Banyuls-sur-Mer
Banyuls-sur-Mer är en kommun i departementet Pyrénées-Orientales i regionen Occitanien i södra Frankrike. Kommunen ligger i kantonen Côte Vermeille som tillhör arrondissementet Céret. År 2022 hade Banyuls-sur-Mer 4 583 invånare.
På occitanska heter kommunen Banyuls de la Marenda.
Banyuls-sur-Mer är känt för sina viner. Paris universitet har en havsforskningsstation här.

## Befolkningsutveckling
Antalet invånare i kommunen Banyuls-sur-Mer
| Referens: INSEE |